# Martin Caidin
Martin Caidin (New York, 14 settembre 1927 – Tallahassee, 24 marzo 1997) è stato uno scrittore, sceneggiatore e un esperto in materia di aeronautica e aviazione statunitense.
Martin Caildin scrisse un'ottantina di libri tra letteratura e saggistica, oltre che più di un migliaio di articoli per varie riviste. È noto soprattutto per essere l'autore del romanzo di fantascienza Cyborg, da cui fu tratta la celebre serie televisiva L'uomo da sei milioni di dollari (1974-1976), che diede vita al franchise omonimo comprendente alcuni spin-off, in particolare La donna bionica (1976-1978). Suo è anche il romanzo Marooned, da cui fu tratto il film Abbandonati nello spazio (1969). Scrisse inoltre numerosi saggi di storia militare, in particolare sulla storia dell'aviazione.
Caidin era anche un aviatore dilettante. Acquistò e restaurò uno Junkers Ju 52 del 1936.

## Biografia
Nel 1957 Martin Caidin scrive il romanzo Samurai!, ambientato nella seconda guerra mondiale, cui faranno seguito altri libri sullo stesso argomento, quali: Black Thursday; Thunderbolt!; Fork-Tailed Devil: The P-38; Flying Forts; Zero!; The Ragged, Rugged Warriors; A Torch to the Enemy e The Last Dogfight.
Nel 1964 scrive il libro Marooned, che narra le vicende di un gruppo di astronauti statunitensi che rimangono bloccati nello spazio e il successivo tentativo della NASA di salvarli. Il romanzo, che è basato sul Progetto Mercury, è stato adattato nel 1969 nel film Abbandonati nello spazio, diretto da John Sturges e interpretato da Gregory Peck, Richard Crenna, David Janssen, James Franciscus e Gene Hackman. Martin Caidin fa una breve apparizione nel film interpretando un reporter che descrive l'arrivo del veicolo di soccorso a Cape Canaveral. A differenza del romanzo, il film viene basato sul Progetto Apollo. In seguito Caidin rivede il suo romanzo, adattandolo così da comprendere gli elementi presenti del film, per un'edizione pubblicata nello stesso 1969.
Nel 1967 scrive No Man's World, romanzo di tema astronautico, in cui l'Unione Sovietica ha sconfitto gli USA nella corsa allo spazio, approdando per primi sulla Luna. Sempre dedicato all'esplorazione spaziale è il romanzo uscito l'anno successivo, Four Came Back, che narra le disavventure di un manipolo di otto astronauti approdati su una sfortunata stazione spaziale.
Nel 1968 scrive il romanzo The God Machine (1968), che incorpora i primi elementi di bionica, e nel 1972 pubblica il suo romanzo più famoso, Cyborg, che è stato adattato per la televisione dando vita al franchise televisivo L'uomo da sei milioni di dollari, a cominciare dal primo film per la televisione "pilota" del 1973 L'uomo da sei milioni di dollari - Dalla Luna al deserto, in cui il protagonista del romanzo, Steve Austin, un astronauta e pilota dell'aeronautica militare che subisce un incidente e viene trasformato in un cyborg, viene interpretato dall'attore statunitense Lee Majors. Al primo romanzo Caidin ne fa seguire altri tre: Operation Nuke (1973), High Crystal (1974) e Cyborg IV (1975), che però non verranno mai adattati per la televisione e costituiscono una continuità narrativa separata rispetto a quella televisiva. Al primo film, sempre nel 1973, seguono altri due film per la televisione "piloti", Vino, donne e guerra e Complotto internazionale, che tuttavia non sono tratti dalle opere di Caidin. Nel 1974 prende il via la serie televisiva L'uomo da sei milioni di dollari, che proseguirà fino al 1978, venendo affiancata nel 1976 da una serie spin-off, La donna bionica, che vede protagonista una donna che ha subito lo stesso destino di Steve Austin venendo trasformata a sua volta in un cyborg, Jaime Sommers (interpretata da Lindsay Wagner), e di cui nel 2007 sarà proposto un remake, Bionic Woman. Lo spin-off e la sua protagonista non provengono tuttavia dalle opere di Caidin, essendo stati creati entrambi dallo showrunner del L'uomo da sei milioni di dollari, Kenneth Johnson. La Warner Bros. ristamperà i quattro romanzi di Caidin in una collana dedicata alla serie televisiva, affiancandoli da altri romanzi scritti da altri autori e che sono in realtà solamente delle novelizzazioni del secondo e terzo film del 1973 e di doppi episodi televisivi particolarmente celebri de L'uomo da sei milioni di dollari.
Nel 1977 Martin Caidin compare in prima persona nella serie televisiva L'uomo da sei milioni di dollari, recitando in un cameo, dove interpreta il personaggio di G.H. Beck, nei due episodi della quinta stagione, Conto alla rovescia mortale - 1ª parte e Conto alla rovescia mortale - 2ª parte.
Del 1980 è il romanzo The Final Coundown. Nel 1987 è Exit Earth, storia fantascientifica che racconta le avventure di una sorta di Arca di Noé nello spazio.
A metà degli anni ottanta, Caidin conduce Face to Face, un talk-show televisivo in cui sfida i rappresentanti di molte importanti organizzazioni statunitensi di estrema destra e suprematisti. Le puntate della durata di un'ora vengono scritte e prodotte assieme a Bob Judson e registrate presso i Nautilus Television Studios fuori Orlando, in Florida. Tra coloro che Caidin ha affrontato in Face to Face figurano: il rabbino Meir Kahane, capo della Jewish Defense League, che sarebbe stato assassinato un anno dopo nella hall di un hotel di New York; Matt Koehl, successore di George Lincoln Rockwell come capo dell'American Nazi Party; Dick Butler della Aryan Nations; il giornalista Charlie Reese e John McMann della John Birch Society. Caidin, che era amico del conduttore televisivo di talk show degli anni sessanta Joe Pyne, ne usava il medesimo stile, basato su uno stile provocatorio, combinato con una accurata la ricerca.
Del 1993 e 1994 sono due romanzi inseriti nell'arco narrativo di Indiana Jones: Indiana Jones and the Sky Pirates e Indiana Jones and the White Witch.
Caidin ha anche tenuto un corso di giornalismo progressista presso l'Università della Florida, a Gainesville, intitolato Caidin's Law.
Martin Caidin muore di cancro alla tiroide il 25 marzo 1997, all'età di 69 anni.

## Aviazione
Martin Caidin era un appassionato di aviazione. Nel 1961, Caidin è stato uno dei piloti di un volo di formazione di B-17 attraverso l'Oceano Atlantico, probabilmente l'ultimo volo del genere, avvenuto dagli Stati Uniti alla Gran Bretagna, passando per Canada, Isole Azzorre e Portogallo. Durante il viaggio, i piloti sfiorarono un sottomarino. Caidin raccontò questo viaggio nel suo libro Everything But The Flak.
Nel 1962 Caidin prestò servizio come pilota per il film Amante di guerra (The War Lover), volando con lo squadrone dimostrativo U.S. Air Force Thunderbirds per diversi mesi e fu nominato membro onorario dello United States Army Parachute Team.

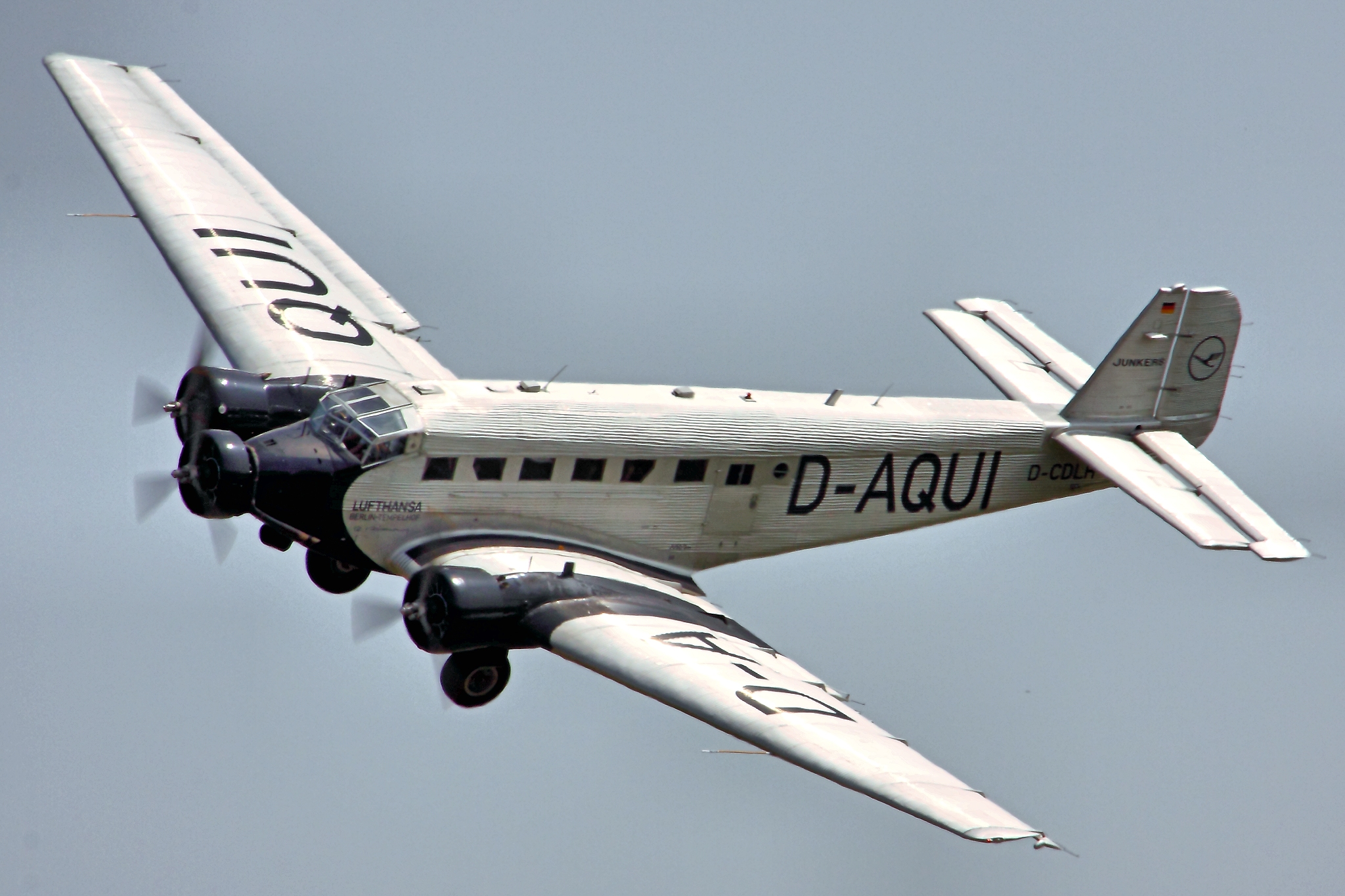
Uno Junkers Ju 52

Negli anni settanta acquistò e restaurò, rendendolo nuovamente idoneo al volo, il più vecchio aereo Junkers Ju 52 sopravvissuto, uno Ju 52/3m del 1936, numero di serie 5489, che chiamò Iron Annie (lett. "Annie di ferro"). Caidin era il pilota in comando dell'Iron Annie il 14 novembre 1981, quando 19 persone camminarono su una delle sue ali, ottenendo un record mondiale. Fu uno dei pochi piloti ad aver decollato con successo da uno Junkers Ju 52 in meno di 400 piedi (120 m). Dopo aver portato Irn Annie a spettacoli di aerei militari d'epoca, anche detti warbird in inglese, l'aereo fu venduto alla Lufthansa nel 1984. La compagnia aerea lo ribattezzò Tempelhof e continua a usarlo a tutt'oggi per voli charter e VIP.
Caidin ha raccontato il restauro e la storia degli aerei da guerra nel suo saggio Ragwings and Heavy Iron. The Agony and the Ecstasy of Flying History's Greatest Warbirds del 1984. Ha inoltre narrato il restauro e le avventure di Iron Annie più approfonditamente in The Saga of Iron Annie, del 1979. Inoltre il suo romanzo Jericho 52 incorpora molte esperienze vissute in prima persona con Iron Annie.
Caidin ha scritto un manuale di aeromobili per il Messerschmitt Bf 108, che è stato approvato dalla Federal Aviation Administration come manuale standard per l'aereo e ha vinto due volte il premio Aviation/Space Writers Association come autore eccezionale di aviazione.
Caidin ha inoltre fondato un'azienda con il proposito di promuovere l'aeronautica tra i giovani.

## Presunte abilità psichiche
Martin Caidin, che era celebre per essere particolarmente pignolo in ogni dettaglio tecnico, ha incorporato elementi soprannaturali nel suo romanzo sul Triangolo delle Bermuda Three Corners To Nowhere (1975). Verso la metà degli anni ottanta, Caidin inizia a sostenere di possedere il potere della telecinesi e di essere in grado di muovere uno o più piccoli dispositivi chiamati "ruote energetiche" o "ruote psi".
Il parapsicologo Loyd Auerbach, un amico di Caidin che a volte appariva con lui in dimostrazioni e workshop, ha ribadito un forte sostegno nei suoi confronti nella sua rubrica sulla rivista Fate del giugno 2004.
Il celebre illusionista e divulgatore scientifico James Randi, si è offerto di testare le presunte abilità psichiche di Caidin nel 1994. Nel settembre 2004, Randi ha scritto: "Evitava freneticamente di accettare la mia sfida rifiutando persino il più semplice dei protocolli di controllo proposti, ma non si stancava mai di ripetere che non lo avrei messo alla prova."

## Opere

### Serie narrative
- Serie Cyborg (1972-1975)
  - (EN) Cyborg, Westminster, Maryland, Arbor House, 1972, ISBN 0-87795-025-3.
  - (EN) Operation Nuke, Westminster, Maryland, Arbor House, 1973.
  - (EN) High Crystal, Westminster, Maryland, Arbor House, 1974.
  - (EN) Cyborg IV, Westminster, Maryland, Arbor House, 1975.
- Serie Heroes in Hell (1986)
  - (EN) There Are No Fighter Pilots Down in Hell, 1986.
- Serie Messiah Stone (1986-1990)
  - (EN) The Messiah Stone, 1986.
  - (EN) Dark Messiah, 1990.
- Serie Indiana Jones (1993-1994)
  - (EN) Indiana Jones and the Sky Pirates, 1993.
  - (EN) Indiana Jones and the White Witch, 1994.

### Romanzi
- (EN) The Long Night, 1956.
- (EN) Marooned, 1964.
- (EN) No Man's World, 1967.
- (EN) The Last Fathom, 1967.
- (EN) Four Came Back, 1968.
- (EN) The God Machine, Boston, Massachusetts, E.P. Dutton, 1968.
- (EN) Anytime, Anywhere, 1969.
- (EN) The Mendelov Conspiracy, 1969.
- (EN) Almost Midnight, 1971.
- (EN) The Cape, 1971.
- (EN) Maryjane Tonight at Angels Twelve, 1972.
- (EN) When War Comes, 1972.
- (EN) Three Corners to Nowhere, 1975.
- (EN) The Tigers Are Burning, Los Angeles, Pinnacle Books, 1975.
- (EN) Aquarius Mission, 1978.
- (EN) Jericho 52, 1979.
- (EN) The Final Countdown, 1980.
- (EN) Star Bright, 1980.
- (EN) Manfac, 1981.
- (EN) Deathmate, 1982.
- (EN) Killer Station, 1985.
- (EN) Zoboa, 1986.
- (EN) Exit Earth, 1987.
- (EN) Prison Ship, 1989.
- (EN) Beamriders!, 1989.
- (DE) Die Strasse der Götter/Die nackte Sonne, con Isaac Asimov, Verlag "Das Beste", 1990, ISBN 978-3870703677.
- (EN) Buck Rogers. A Life in the Future, Lake Geneva, Wisconsin, TSR, Inc., 1995, ISBN 0-7869-0144-6.

### Narrativa breve
- (EN) Killer Station (excerpt), 1986.
- (EN) Zoboa (excerpt), 1986.
- (EN) New Wings (excerpt from Prison Ship), 1991.
- (EN) The Triangle with Four (or More) Sides, 1993.
- (EN) Unidentified Submarine Objects, 1995.

### Saggistica
- (EN) Rockets Beyond the Earth, 1952.
- (EN) Worlds in Space, 1954.
- (EN) Vanguard! The Story of the First Man-Made Satellite, 1957.
- (EN) A Torch to the Enemy, 1960.
- (EN) The Astronauts, 1961.
- (EN) Man Into Space, 1961.
- (EN) The Man-in-Space Dictionary, 1963.
- (EN) Hydrospace, 1964.
- (EN) Destination Mars, 1972.
- (EN) The Saga of Iron Annie, Garden City,New York, Doubleday, 1979, ISBN 0385133502.
- (EN) Ragwings and Heavy Iron. The Agony and the Ecstasy of Flying History's Greatest Warbirds, Boston, Houghton Mifflin Company, 1984, ISBN 978-0395361412.
- (EN) Fiction this Ain't, 1988.
- (EN) Transportation. A Wing and a Prayer, 1991.
- (EN) Transportation. Who Killed the Dyna-Soar?, 1991.
- (EN) Cross of the Betrayer, 1994.
- (EN) Destination Mars. In Art, Myth, and Science, con Jay Barbree e Susan Wright, 1997.

### Interviste
- (EN) Thomas N. Hackney, An Interview with Martin Caidin, 1990.

## Opere tradotte in lingua italiana

### Romanzi
- Naufragio [Marooned], collana Avventure e Fantascienza, traduzione di Nino Marino, Segrate, Rizzoli Editore, 1966  [1964].
- Missione Aquarius [Aquarius Mission], collana Oscar Mondadori, traduzione di Maria Teresa Marenco, n. 1217, Milano, Arnoldo Mondadori Editore, 1980  [1978].
- Lasernauti [Beamriders!], collana Urania, traduzione di Fabio Feminò, n. 1136, Milano, Arnoldo Mondadori Editore, 1990  [1989].

## Filmografia

### Attore
- Abbandonati nello spazio (Marooned), regia di John Sturges (1969)
- L'uomo da sei milioni di dollari - serie TV, episodi 5x03-5x04 (1977)

### Soggettista

#### Cinema
- Abbandonati nello spazio (Marooned), regia di John Sturges (1969) - dal romanzo Marooned

#### Televisione
- L'uomo da sei milioni di dollari - Dalla Luna al deserto (The Six Million Dollar Man), regia di Richard Irving - film TV (1973) - dal romanzo Cyborg
- L'uomo da sei milioni di dollari - Vino, donne e guerra (The Six Million Dollar Man: Wine, Women and War), regia di Russ Mayberry - film TV (1973) - dal romanzo Cyborg
- L'uomo da sei milioni di dollari - Complotto internazionale (The Six Million Dollar Man: The Solid Gold Kidnapping), regia di Russ Mayberry - film TV (1973) - dal romanzo Cyborg
- L'uomo da sei milioni di dollari - serie TV (1974-1976) - dal romanzo Cyborg
- La donna bionica - serie TV (1976-1978) - dal romanzo Cyborg
- Exo-Man, regia di Richard Irving - film TV (1977)
- Il ritorno dell'uomo da sei milioni di dollari (The Return of the Six Million Dollar Man and Bionic Woman), regia di Ray Austin - film TV (1987) - dal romanzo Cyborg
- Scontro bionico (Bionic Showdown: The Six Million Dollar Man and the Bionic Woman), regia di Alan J. Levi - film TV (1989) - dal romanzo Cyborg
- Il ritorno della donna bionica (Bionic Ever After?), regia di Alan J. Levi - film TV (1994) - dal romanzo Cyborg
- Bionic Woman - serie TV (2007) - dal romanzo Cyborg

## Riconoscimenti
- Hugo Award
  - 1970 - Candidatura alla miglior rappresentazione drammatica per Abbandonati nello spazio (condiviso con John Sturges e Mayo Simon)
  - 1971 - Candidatura alla miglior rappresentazione drammatica per L'uomo da sei milioni di dollari - Dalla Luna al deserto (condiviso con Richard Irving, Tom Greene e Howard Rodman)